# 숲의 전설
《숲의 전설》(핀란드어: Metsän tarina)은 2012년 공개된 핀란드의 다큐멘터리 영화이다.

## 출연

### 주연
- 투르카 마스토마키
- 크리스티앙 루오타넨

## 기타
- 사운드슈퍼바이저: 유하 하카넨